# Wallfahrtskapelle (Letzenberg)

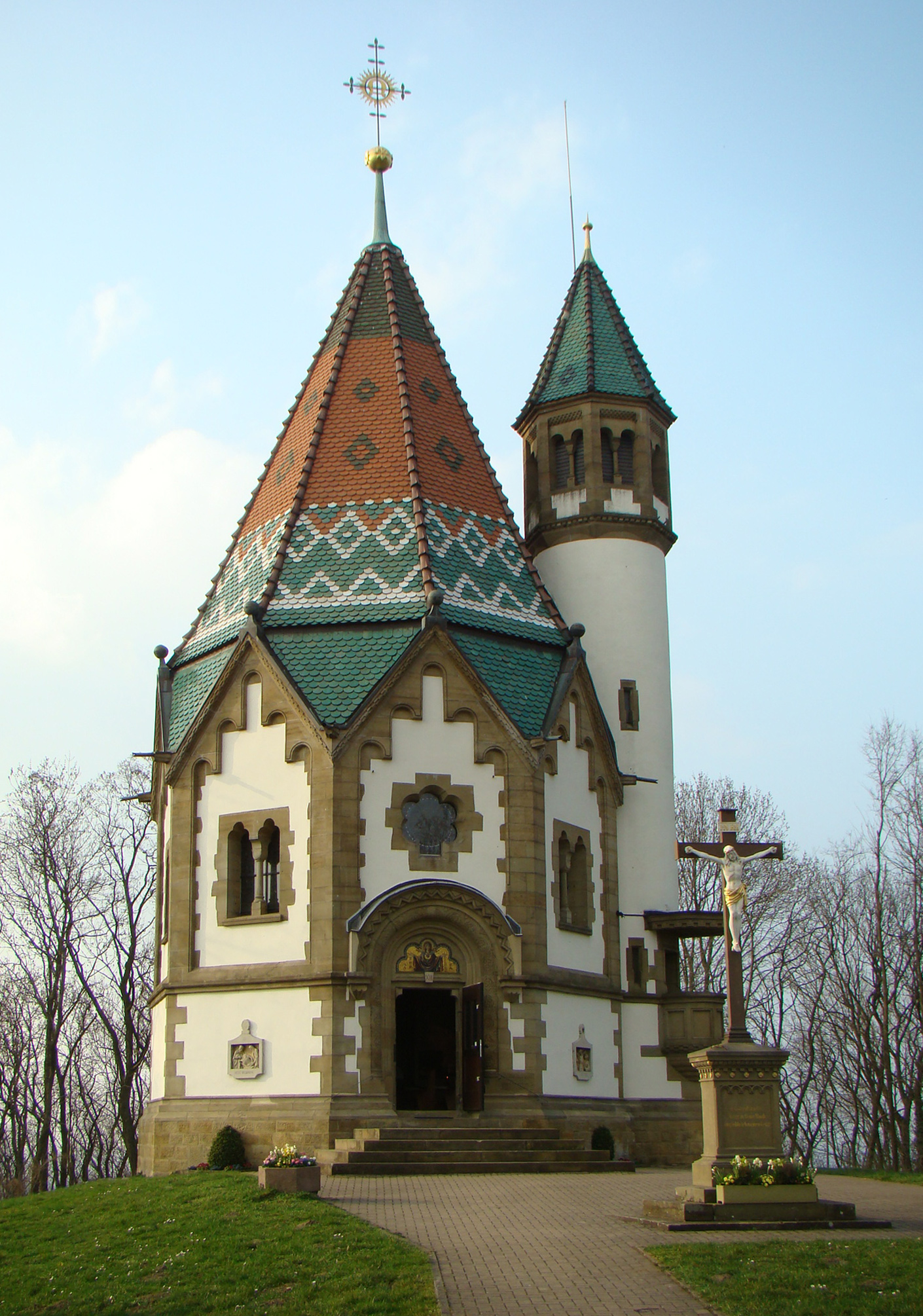
Die Kapelle auf dem Letzenberg

Die Wallfahrtskapelle „Sieben Schmerzen Mariens“ befindet sich seit 1902 auf der Spitze des 247 Meter hohen Letzenberg am Ort Malsch (bei Heidelberg) in Baden. Sie überragt den Ort um etwa 75 Meter und ist auf der Südseite des Berges als Wahrzeichen von Malsch weithin sichtbar.
Das Fundament besteht aus behauenen gelben Sandsteinen, welche von Odenheim mit Pferdefuhrwerken den Berg hochgefahren wurden. Die über dem achteckigen Grundriss aufgebrachten Mauersteine stammten aus den eigenen Malscher Steinbrüchen. Die Pietà über dem Altar wurde speziell für die Apsis angefertigt. Ein Mosaikbild der Schmerzhaften Mutter Gottes wurde in der Portalrundung von einem Innsbrucker Bildhauer geschaffen (1903). Die Buntglasfenster mit den Motiven aus dem Leben Jesu stammen von Stiftungen.

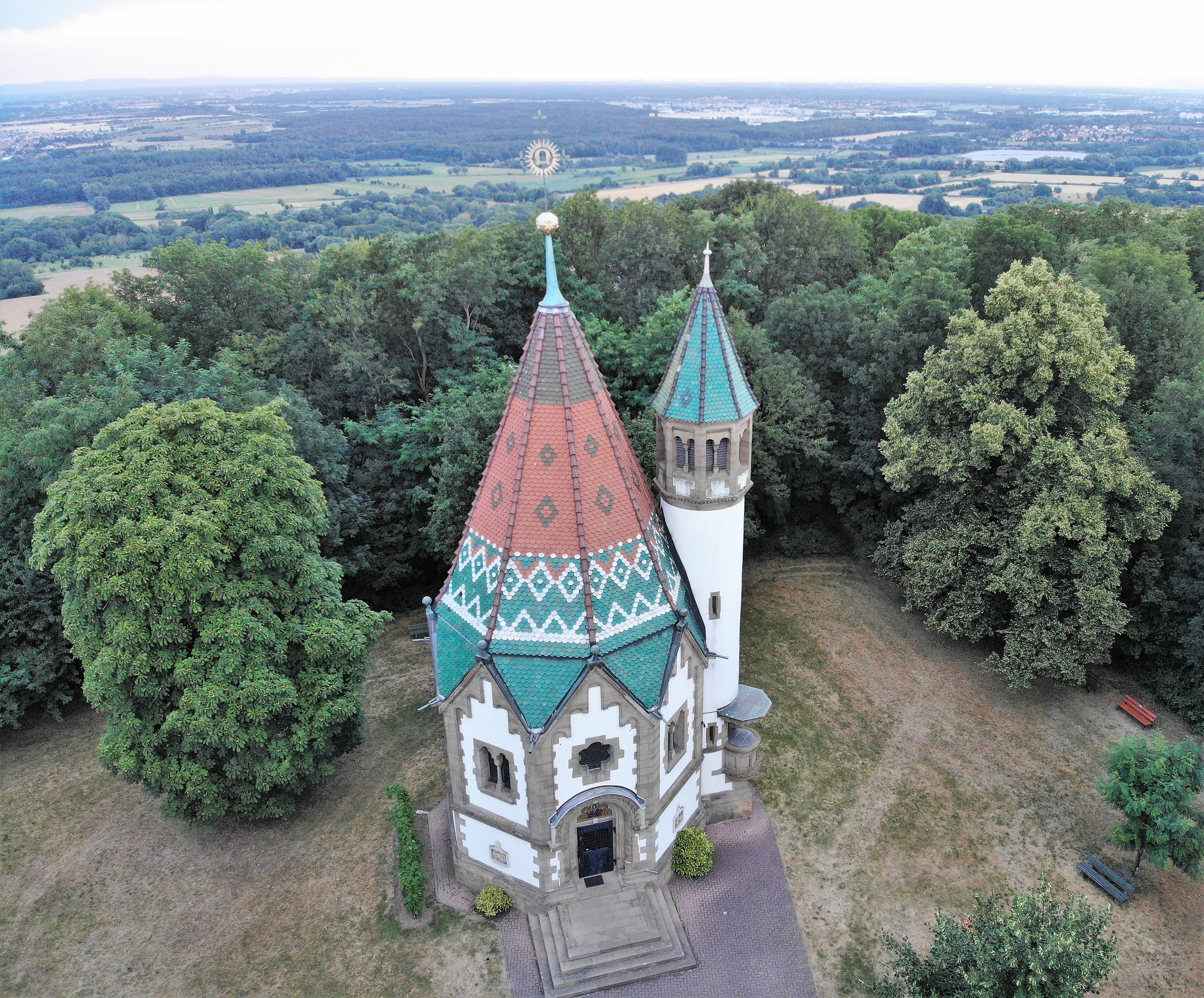
Luftaufnahme nach Norden
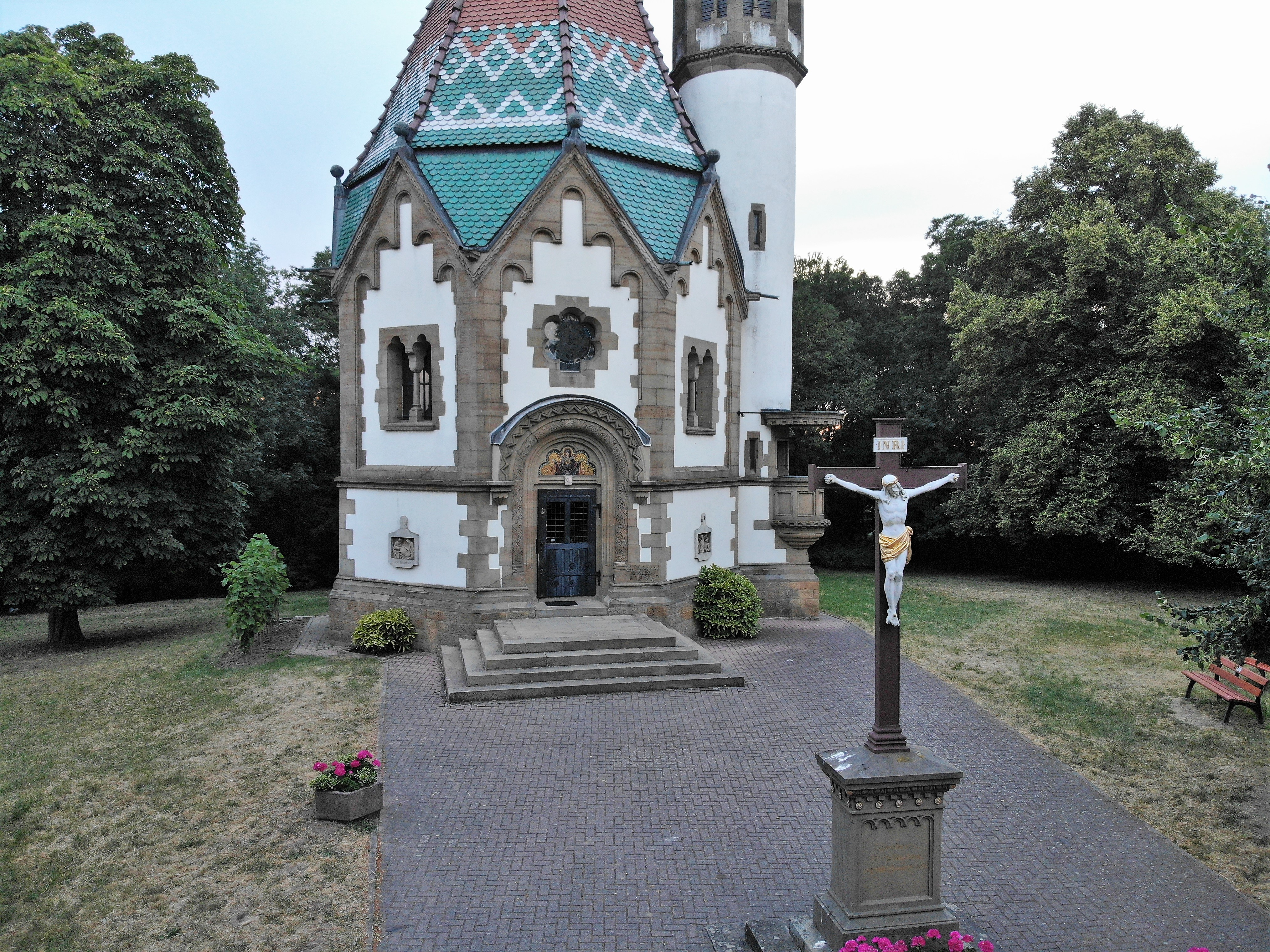
Eingangsbereich mit Kreuz
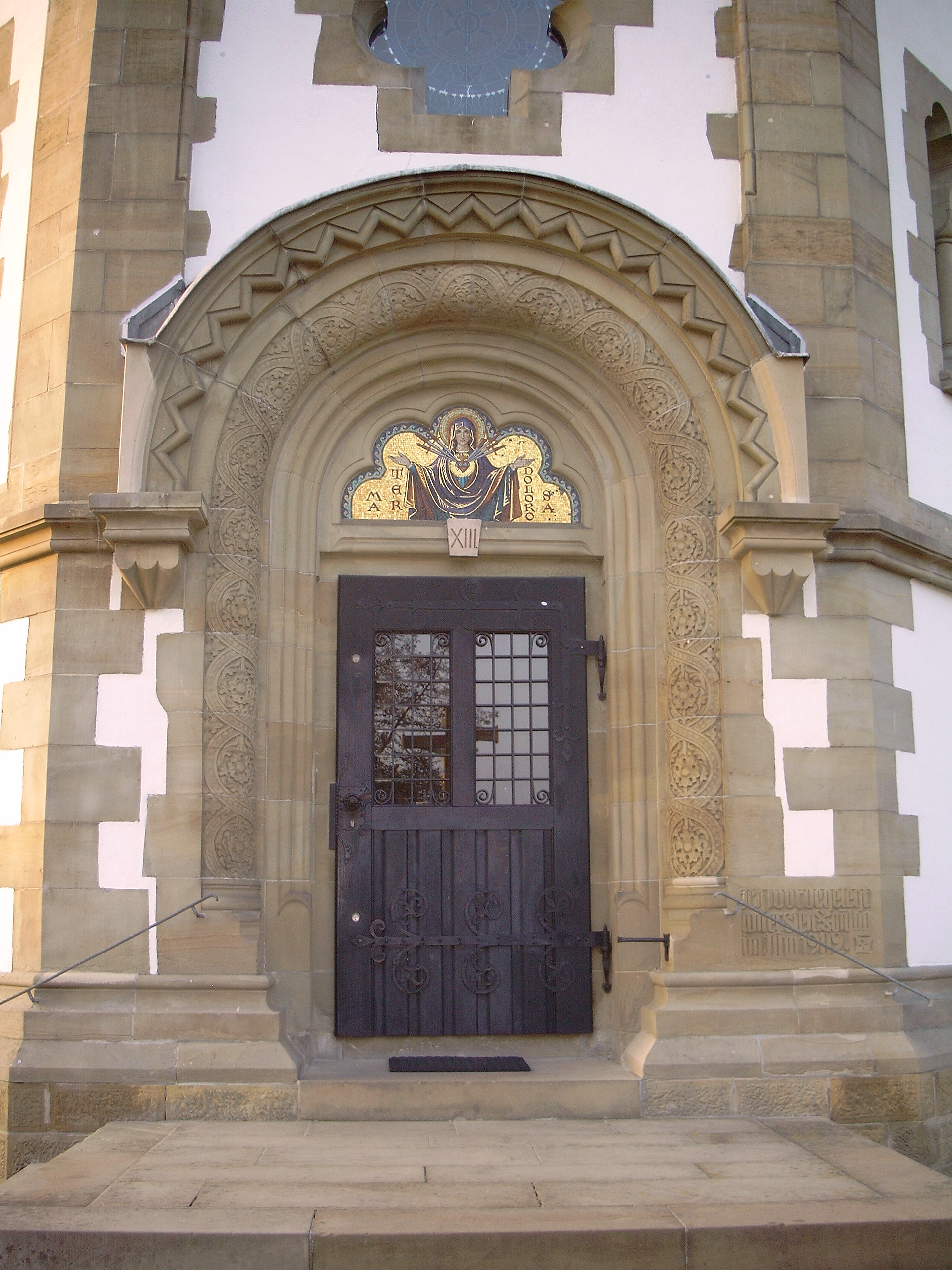
Das Portal mit dem Mosaik der schmerzhaften Mutter Gottes, der Grundstein (rechts unten)
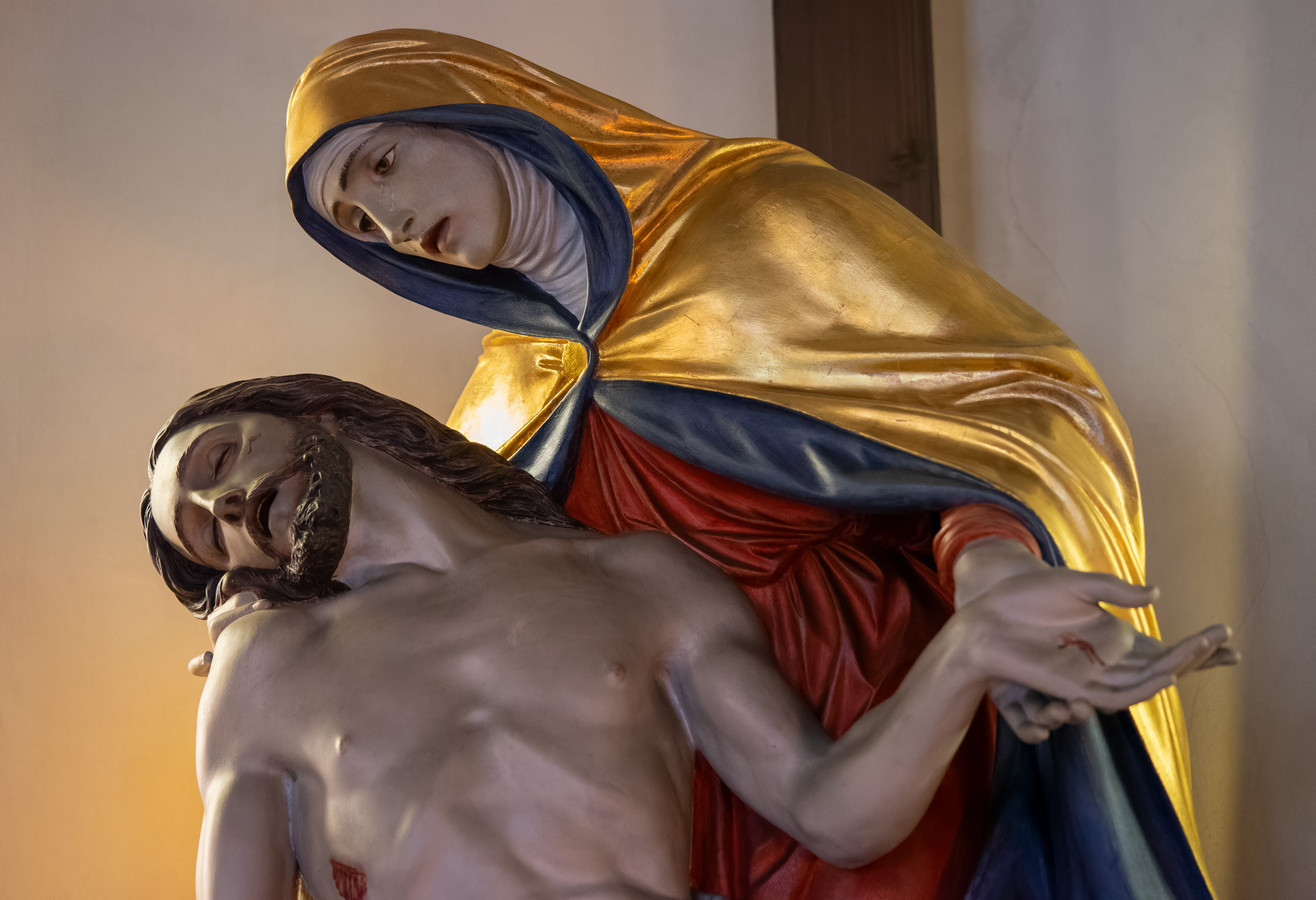
Die Pietà über dem Altar

## Geschichte
Die ersten urkundlichen Erwähnungen des Letzenberges als Wallfahrtsort zeigen das Jahr 1296. Um 1300 soll eine Kapelle auf dem Bergrücken, an einem urkundlich nachweisbaren Hofgut gelegen haben.
Am Südhang des damals als „Bletzenberg“ genannten Berges, sollen sich während der Endphase des Bauernkrieges die bedrängten Bauern verschanzt haben. Eine Kapelle wird 1525 nicht erwähnt. Auf der Wildbannkarte des Wolf Reuss (1548) ist auf dem kurpfälzisch-bischöflichen Hoheitsgebiet südlich von Wiesloch eine „Wendelinuskapelle“ im Bruch farbig eingezeichnet. Um 1717 wird wieder eine Wendelinuskapelle als Ziel der Gläubigen umliegender Gemeinden bei Feldprozessionen urkundlich erwähnt. 1722 erlaubt der Bischof von Speyer Damian Hugo Philipp von Schönborn-Buchheim eine Kollekte zur Erbauung einer Kapelle „Zu Ehren des Heiligen Kreuzes auf dem Letzenberg“. Das Bauvorhaben wurde jedoch nicht begonnen.
Die Letzenberg-Wallfahrten beginnen 1846 in Fortsetzung der ehemals seit „undenklichen Zeiten“ zweimal im Jahr stattfindenden Wendelinusprozession. Der erste Kreuzweg ab dem Ortsausgang bis zur Bergkuppe, entsteht 1883 aus vierzehn Bildstationen aus massiven Eisenpfosten. Am 3. Mai 1884 wird der Kreuzweg eingeweiht.
Der Mainzer Bischof Paul Haffner erteilt im Jahr 1888 den Auftrag zum Bau einer Kapelle. Dank zahlreicher Stiftungen und Sammlungen der Pfarrgemeinde St. Juliana wuchs der gegründete Fonds für den Bau einer Kapelle auf dem Letzenberg auf 8000 Mark an. Pfarrer Engelbert Kaiser erhält 1898 vom Bauamt des Erzbischöflichen Ordinariat Freiburg die Erlaubnis, für den gesammelten Betrag zum Abschluss des Kreuzweges eine einfache Kapelle ohne Altar zu bauen. Der vorgegebene Bauplan fand bei der Pfarrgemeinde keine Zustimmung und wurde nicht ausgeführt. Ein neuer Bauplan wurde auf Drängen des Pfarrers und des Stiftungsrates, abweichend von der alltäglichen Bauweise, in eine achteckige Kapelle (Oktogon) im neuromanischen Stil entworfen. Die Original-Baupläne wurden vom Erzbischöflichen Bauamt zur Deutschen Bauausstellung 1900 nach Dresden eingereicht. Mit einer Goldmedaille ausgezeichnet gingen sie jedoch verloren.
Im Jahr 1901 begann der Erdaushub, dabei stießen die Bauarbeiter auf Fundamente, die vermutlichen Reste der um 1300 urkundlich erwähnten Gutshöfe. Pfarrer Josef Isemann legt am 4. Mai 1902 den Grundstein, mit der Aufschrift: „Ich wurde gelegt am ersten Sonntag im Mai 1902“ Am Sonntag, dem 16. Juli 1905 wurde die Turmglocke mit einem Gewicht von 429 Pfund geweiht. Sechzehn Jahre später erhält die Kapelle 1921 eine farbige Ausmalung.
Am Karfreitagabend (30. März) 1945 liegt der Letzenberg zum ersten Mal unter amerikanischem Artilleriefeuer. Nochmals erfolge am Ostersonntag ein Granatangriff auf den Letzenberg, ohne dass die Kapelle getroffen wurde. 1975 bis 1990 erfolgte eine Generalrenovierung der Kapelle.
Das Erzbistum Freiburg hatte 2009 den Prozess der „geographischen Weiterentwicklung“ von Seelsorgeeinheiten eingeleitet. Dieser beinhaltete, dass die bisher sechs rechtlich selbstständigen Kirchengemeinden rund um den Letzenberg ab 2015 eine neue gemeinsame Kirchengemeinde bzw. Seelsorgeeinheit bilden. Namensgeber dieser neuen Einheit ist der Letzenberg mit dem Wiedererkennungssymbol der Wallfahrtskapelle, welcher sich alle sechs katholische Pfarrgemeinden (Malsch, Malschenberg, Mühlhausen mit Tairnbach, Rauenberg, Rettigheim und Rotenberg) verbunden fühlen.

## Wallfahrten
Die Frühjahrswallfahrt findet im ersten Maien-Sonntag und die Herbstwallfahrt am dritten September-Sonntag statt. Zwischen den beiden Wallfahrten findet dienstags abends eine Eucharistiefeier in der Wallfahrtskapelle statt.
Am letzten Sonntag im September findet alljährlich die Pferdewallfahrt statt. Sie endet nach einer Andacht mit der Segnung von Mensch und Tier.

## Aussichtspunkt
An schönen Tagen reicht die Fernsicht in die Rheinebene und den Kraichgau.
Abendstimmung Richtung Westen in das Rheintal